# (39401) 7572 P-L
(39401) 7572 P-L es un asteroide perteneciente al cinturón de asteroides, descubierto el 27 de septiembre de 1960 por Cornelis Johannes van Houten en conjunto a su esposa también astrónoma Ingrid van Houten-Groeneveld y el astrónomo Tom Gehrels desde el Observatorio del Monte Palomar, Estados Unidos.

## Designación y nombre
Designado provisionalmente como 7572 P-L.

## Características orbitales
7572 P-L está situado a una distancia media del Sol de 2,277 ua, pudiendo alejarse hasta 2,564 ua y acercarse hasta 1,990 ua. Su excentricidad es 0,126 y la inclinación orbital 3,631 grados. Emplea 1255,00 días en completar una órbita alrededor del Sol.

## Características físicas
La magnitud absoluta de 7572 P-L es 15,73.